# Echoes of Silence
Echoes of Silence es el tercer mixtape del cantante canadiense The Weeknd, lanzado el 21 de diciembre de 2011, a través de su sitio web oficial. El lanzamiento sigue al de su mixtape debut nominado al Polaris Music Prize House of Balloons  y al de su segundo mixtape Thursday, ambos lanzados a principios del mismo año. El proyecto es la última entrega de la trilogía de álbumes gratuitos lanzados por The Weeknd en 2011.
Previo a su lanzamiento,«Initiation» se lanzó como el primer sencillo del disco. Su viejo colaborador Carlo «Illangelo» Montagnese volvió a producir la mayor parte del proyecto, con otras contribuciones provenientes de Clams Casino y DropxLife del equipo XO. El rapero Juicy J contribuye con un breve interludio al final de «Same Old Song».

## Recepción

### Crítica
Echoes of Silence recibió la aclamación generalizada de los críticos. En Metacritic, que asigna una calificación normalizada a 100, el mixtape recibió un puntaje promedio de 82, basado en 17 comentarios. Evan Rytlewski de The A.V. Club dijo: «Es el total compromiso de Tesfaye con su personaje fantasmal lo que hace que Echoes Of Silence sea tan fascinantemente escalofriante», mientras que la opinión de Greg Kot de Chicago Tribune, era que «Es una consolidación impresionante de sus puntos fuertes, endureciendo su composición y agudizando sus juegos de palabras a menudo inquietantes». Kyle Anderson de Entertainment Weekly dijo, «Las melodías aterciopeladas de Tesfaye infunden su minimalismo truculento como el humo del incienso; perdiéndose solo en la pista del título demasiado mareado». Alexis Petridis de The Guardian comentó, «Los ritmos arrastrantes, los lavados de sintetizadores y las referencias musicales eclécticas —chillwave  y hip-hop crunk, Aaliyah y France Gall— de alguna manera logran sonar no solo inquietantes y desolados sino también curiosos, atrayendo inexorablemente al oyente a un mundo profundamente perturbador».
Benjamin Boles de Now en su crítica aseveró, «El estado de ánimo sigue siendo oscuro, gaseoso y claustrofóbico, pero esta vez Tesfaye está canalizando su dolor, que no se trata de un vacío frío sino de una angustia y anhelo más tradicionales». Andrew Ryce de Pitchfork dijo, «Un final fuerte para la primera trilogía de Tesfaye, que proporciona un cierre suficiente para satisfacer, y el misterio suficiente para atraernos a la próxima ronda». Jon Dolan de Rolling Stone dijo, «The Weeknd ha ayudado a hacer del R&B un lugar más espeluznante, canturreando demasiado honestamente sobre pistas cavernosas y baladas que equilibran la sensualidad lasciva con una amenaza vaga». Matthew Cole de Slant Magazine dijo, «Decepcionante como Echoes of Silence puede ser como una colección de canciones, sin embargo, cumple su propósito de darle al tríptico de Weeknd un final convenientemente sombrío». Brandon Soderberg de Spin dijo,«Echoes es una escucha profunda que, a pesar de su apariencia de cinismo, rezuma dolor y crisis».
El álbum fue colocado el la lista preliminar para el Polaris Music Prize 2012 el 14 de junio de 2012. Este es el segundo año consecutivo en que The Weeknd ha sido nominado para el premio.

## Lista de canciones
Todas las pistas fueron producidas por Illangelo, excepto donde se indique.
| Echoes of Silence |                                     |                                                             |                        |          |  |
| N.º               | Título                              | Escritor(es)                                                | Productor(s)           | Duración |  |
| 1.                | «D.D.»                              | Michael Jackson                                             |                        | 4:35     |  |
| 2.                | «Montreal»                          | Abel Tesfaye Carlo Montagnese France Gall                   |                        | 4:10     |  |
| 3.                | «Outside»                           | Tesfaye Montagnese Ahmad Balshe Madeline Follin Ryan Mattos |                        | 4:20     |  |
| 4.                | «XO / The Host»                     | Tesfaye Montagnese                                          |                        | 7:23     |  |
| 5.                | «Initiation»                        | Tesfaye Martin Wong Montagnese Georgia Anne Muldrow         | DROPXLIFE Illangelo    |          |  |
| 6.                | «Same Old Song» (featuring Juicy J) | Tesfaye                                                     |                        | 5:12     |  |
| 7.                | «The Fall»                          | Tesfaye                                                     | Clams Casino Illangelo | 5:45     |  |
| 8.                | «Next»                              | Tesfaye Montagnese Wong                                     |                        | 6:00     |  |
| 9.                | «Echoes of Silence»                 | Tesfaye Montagnese                                          |                        | 4:02     |  |
| 45:45             |                                     |                                                             |                        |          |  |

Créditos de los samples
- «D.D.» es un cover de «Dirty Diana», originalmente interpretada por Michael Jackson.
- «Montreal» contiene elementos de «Laisse Tomber Les Filles», interpretada por France Gall.
- «Outside» contiene elementos de «Go Outside», interpretada por la banda Cults.
- «Initiation» contiene un sample de «Patience», interpretada por Georgia Anne Muldrow.